# Phyllastrephus baumanni
Phyllastrephus baumanni е вид птица от семейство Pycnonotidae.

## Разпространение
Видът е разпространен в Гана, Гвинея, Кот д'Ивоар, Либерия, Нигерия, Сиера Леоне и Того.